# Clocks
Clocks — це пісня британського гурту Coldplay, яка була видана другим синглом з їхнього третього альбому A Rush of Blood to the Head. Входить у список 500 найкращих пісень усіх часів за версією журналу Rolling Stone.

## Трек-лист
1. «Clocks» — 5:09
2. «Crests of Waves» — 3:39
3. «Animals» — 5:33